# 薩摩藩の長崎商法
薩摩藩の長崎商法（さつまはんのながさきしょうほう）は琉球貿易によって中国から入手した漢方薬種等の中国製品（唐物）を、困窮状態に陥っていた琉球王国救援の名目で幕府公認のもと、薩摩藩が長崎で販売する事業である。文化10年（1810年）に5年間の期限付きで公認された後、期限延長と規模の拡大を繰り返したが、正規の長崎貿易を阻害する弊害が大きく、天保7年（1836年）にいったん停止が決定される。薩摩藩側からの復活運動の結果、弘化3年（1846年）に復活となり、開国による長崎開港後の文久3年（1863年）まで継続していたことが確認されている。

## 概要
江戸時代、琉球王国は長崎貿易を補完する位置づけとして対中国貿易を行うことが認められていた。しかし幕府側から長崎貿易に支障をきたさぬよう、質、量ともに制限が加えられていた。琉球王国、そして琉球王国を支配していた薩摩藩は慢性的な財政難に悩まされ続けていた。その上、幕府から認められていた白糸、紗綾の販売不振が重なり、琉球貿易は苦境に立たされた。
19世紀初頭、厳しい財政難が顕在化していく中で、当時の薩摩藩主、島津斉宣は、幕府に白糸、紗綾以外の商品の販売許可を願い出た。当初、薩摩藩側の願いは長崎貿易に悪影響を与えることを恐れた幕府によって拒否されたが、薩摩藩内の政争の結果、藩の実権を改めて掌握した斉宣の父、島津重豪は、将軍徳川家斉の岳父であるという立場を利用して、文化7年（1810年）に長崎で琉球貿易で入手した中国産品の販売許可を得ることに成功する。
重豪の幕閣に対する影響力の強さを利用しつつ、薩摩藩は長崎における中国製品販売の拡大を進めていく。その一方で琉球側に対しては長崎で販売する品目の確保のため、統制が強化されていった。更に薩摩藩は天草の豪商、石本家を引き入れて長崎商法の体制を固め、大きな利益を挙げるようになった。
しかし薩摩藩の長崎商法は大きな弱点を抱えていた。まず琉球貿易の対価として中国側との取引に使用された昆布などの俵物は、その多くが正規ルートではない抜荷で入手した品であった。また長崎貿易本体に大きな打撃を与える商取引であったため、長崎側の抵抗を和らげるために薩摩藩は多額の資金を長崎貿易関係者にばら撒いていた。これらはやがて幕府側の警戒を招き、天保の改革を主導する水野忠邦の決断により、天保7年6月19日（1836年8月1日）、天保10年（1839年）以降の長崎商法の停止が決定される。
廃止決定後、薩摩藩側は様々なルートを駆使して長崎商法復活を図った。結局、水野忠邦が天保の改革に失敗して失脚した後の弘化3年（1846年）、薩摩藩の長崎商法は復活する。しかし開国による長崎の開港後、長崎での貿易も自由化され、そのような中で文久3年（1863年）までは継続していたことが確認される長崎商法も、慶応2年（1866年）には終了した。

## 琉球貿易の制約と薩摩藩、琉球王国

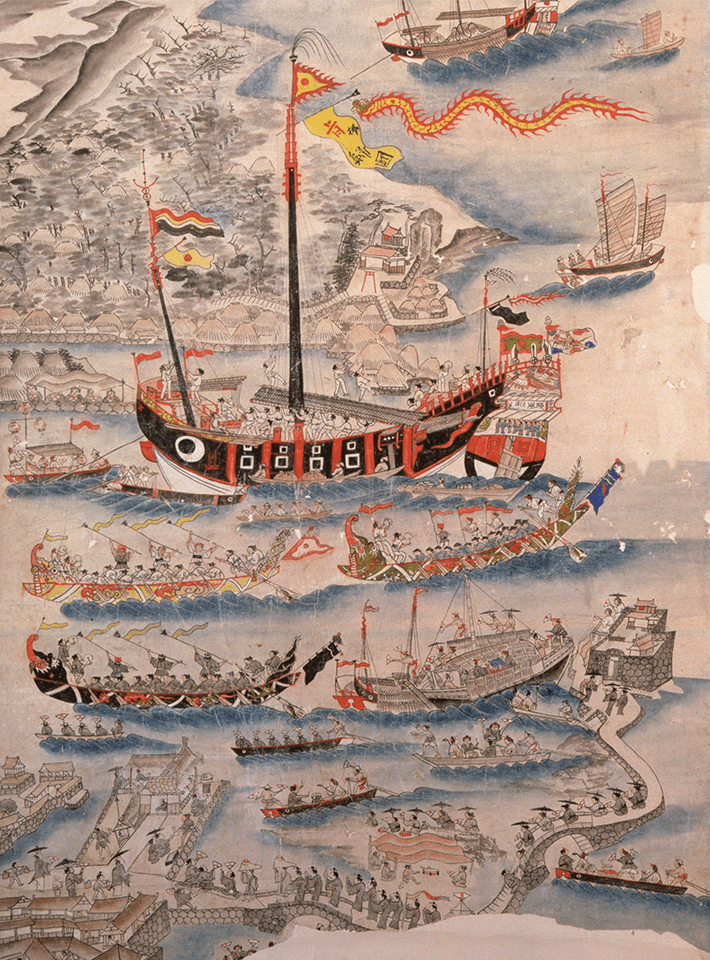
進貢船などによって琉球が中国から輸入した中国製品（唐物）を、薩摩藩は広く販売する機会をうかがっていた。

江戸幕府は1610年代の後半以降、貿易に対して制限かつ統制を行う姿勢を強めていく。その結果、長崎で幕府の管理下において貿易を行うという独占的な貿易体制が作り上げられる。その一方で幕府は寛永10年（1633年）にポルトガル船の日本来航を禁じるが、寛永16年（1639年）、幕府はこれまでポルトガル船が日本にもたらしてきた生糸や漢方薬種などの商品を、琉球王国の対中国貿易で入手していくよう薩摩藩側に命じた。つまり幕府は長崎での貿易を補完する形での琉球貿易を認めたことになる。
長崎での貿易の補完的な位置づけとなった琉球貿易には、幕府側から制限が加えられるようになる。寛文元年（1661年）、長崎貿易との競合により長崎からの輸入品価格が低下することを防止するとして、薩摩藩側に白糸、紗綾以外の琉球貿易輸入品の他領販売禁止を命じた。そして貞享3年（1686年）、幕府は外国への金銀流出を抑制することを目的として琉球貿易の総額規制を命じ、正徳5年（1715年）には制限額がさらに引き下げられた。このような幕府からの品目制限、貿易額の総額規制に対し、薩摩藩側は品目制限と貿易の総額規制の緩和を要望し続けていた。
薩摩藩は慢性的な財政難に悩まされていたが、琉球王国の財政難もまた厳しさを増していた。薩摩藩は琉球貿易にかかる経費の半分を支出し、貿易による利益を得るというやり方を取っていたが、19世紀には薩摩藩と琉球王国の財政難によって貿易資金である渡唐銀の確保も困難となる状況に陥った。そのような状況に追い打ちをかけたのが肝心の貿易の不振であった。前述のように薩摩藩は白糸、紗綾のみ藩外での販売を幕府から認められていたが、18世紀前半以降、日本国内での産業発達の結果、国内産の生糸や織物が市場に流通するようになっていた。そして18世紀後半には中国国内での白糸、紗綾の生産高が減少し、さらに品質も低下していた。国内産の流通が始まった中で中国産の値段が高くなりしかも品質も低下したのだから、琉球貿易によって入手した中国製白糸、紗綾の売れ行きは悪化した。
もちろん琉球王国は貿易の不振に対する対策を進めていた。これまでの日本から持ち込んだ銀で白糸、紗綾を購入して輸入するやり方から、昆布などの俵物を輸出して、漢方薬種やその他中国産品と引き換える形へと貿易方法をシフトさせていた。このため、天明5年（1785年）以降、長崎会所が対中国貿易用に独占的に仕入れを行っていた俵物が、抜荷によって薩摩等を経て琉球にも流れるようになっていた。そして享和元年（1801年）、琉球側は薩摩に対して販売不振に陥っていた白糸、紗綾ではなく、漢方薬種を藩外に販売すれば琉球の困窮状態も改善するのではないかと提案していた。

## 薩摩藩の財政再建路線と長崎商法の開始

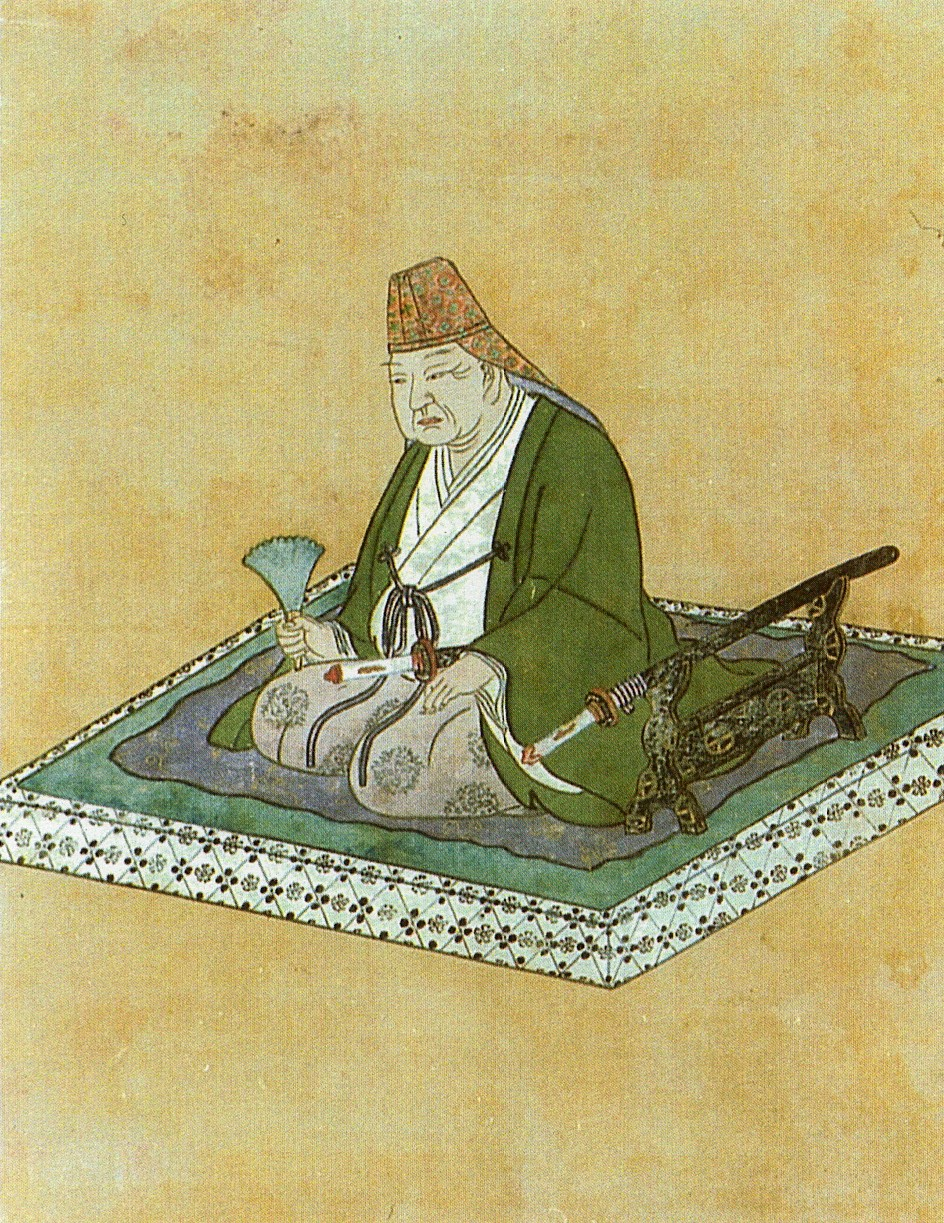
島津重豪は将軍家斉の岳父である立場を利用して、薩摩藩の長崎商法開始、発展に政治力を発揮する。

19世紀初頭、深刻化した財政難の改善を目指し、薩摩藩主島津斉宣は藩政改革に着手する。斉宣の改革の中で財政再建の柱として期待されたのが琉球貿易による利益の拡大であった。文化元年（1804年）6月、薩摩藩はこれまで幕府から認められていた白糸、紗綾に替えて、蘇木、鼈甲、てぐすの三品目の銀1000貫目分の藩外での販売許可を申請した。しかし幕府側はこれら3品目の販売が長崎貿易品の売れ行きに悪影響をおよぼすとして認めなかった。
薩摩藩側は文化2年（1805年）11月、同様の許可を再申請した。この時も幕府は申請を却下したが、その一方で広東や福建の産品で長崎に稀に輸入される品目の中から許可を申請するようにアドバイスした。そこで薩摩藩は文化3年（1806年）、当初の3品目から蘇木を外し、鼈甲、てぐす、その他広東や福建の物産についての長崎での販売許可を申請することにした。
そのような中で薩摩藩内では大きな動きがあった。藩主斉宣の藩政改革に対し、人事面や制度改革の進め方に対して前藩主の島津重豪が反発し、改革を主導していた斉宣の側近たちは切腹となり、文化6年（1809年）には斉宣自身も藩主の座を子の島津斉興に譲り、隠居を余儀なくされた。これが近思録崩れである。斉宣の隠居後、島津藩政を主導したのは重豪であった。重豪も斉宣の藩政改革と同様に、財政再建の柱として琉球貿易の利益拡大を進めた。
文化7年（1810年）9月、5年間の期限付きではあったが、幕府は長崎にて琉球貿易で入手した福州手薄紙、鉛、緞子など8品目、一年間の銀高30～40貫目程度の販売を許可した。長崎会所としては福州手薄紙などの販売はまだしも、緞子などについては長崎での貿易に悪影響を与えるとして反対していた。文化7年の許可は琉球貿易で販売が認められていた白糸、紗綾の販売が振るわない上に、重豪の三女は時の将軍、徳川家斉の御台所、広大院であり、島津家と将軍家との姻戚関係を利用したものでもあった。長崎会所側としては薩摩藩の実権を握る島津重豪が将軍家との姻戚関係を利用して、長崎での唐物販売の品目や販売額を増やしていくことに対して強い警戒感を隠さなかった。
このようにして薩摩藩は、琉球貿易で入手した中国製品の長崎での販売に突破口を開いたものの、認可当時の幕閣は老中首座松平信明を筆頭に、寛政の遺老と呼ばれた寛政の改革の改革路線を引き継ぐ人材によって主導されていた。薩摩藩側は長崎で認められた販売額が一年間で銀高30～40貫目程度では、利益が少なすぎて琉球救援の実が挙げられないとして、文化7年9月の認可時点から品目と金額の増加を幕府に要請し、その後も連年同様の要請を続けていたが、幕府はその都度要請を断り続けていた。

## 長崎商法の拡大開始
文化7年（1810年）に5年間の期限付きで与えられた8種の唐物販売許可は許可延長となったが、品目と金額の拡大を巡る薩摩藩側と幕府側とのせめぎ合いは延長後、より激しくなった。そのような中、幕府側に大きな変化が起きる。文化13年（1816年）10月、財政部門を担当していた勝手掛老中の牧野忠精が病気のため老中を辞め、続く文化14年（1817年）8月、老中首座の松平信明が亡くなった。このように寛政の遺老と呼ばれる人材が幕政の表舞台から姿を消していく中で、幕政の実権を握ったのが将軍家斉の側近である水野忠成であった。
ちょうど同じころ、薩摩藩も琉球も財政的に極めて厳しい状況に追い込まれていた。文化13年（1816年）4月、薩摩藩は幕府から美濃、伊勢、尾張の河川改修のお手伝いとして77664両の負担を命じられた。一方琉球ではやはり文化13年（1816年）、干ばつ、大風によって激しい飢饉に見舞われ、特に飢饉がひどかった宮古島では1500名以上が餓死するという深刻な状況であった。さらに同年9月にはイギリス船アルセスト号とライラ号が沖縄本島周辺に現れ、約40日間測量を行った。島津重豪は飢饉に見舞われ疲弊した琉球を支える財政難の薩摩藩という姿勢を前面に押し出し、売上代金の一割を長崎会所に納入するという新たな提案を加え、幕府側に要請を繰り返した。重豪としてはこれまでの寛政の遺老が主導権を握っていた状況から、将軍側近の水野忠成が権勢を強めつつある幕政の動きも計算に入れての行動であった。
重豪の執拗な要請に対し、幕府側は当初慎重であった。これはやはり琉球貿易で入手した唐物を長崎で本格的に販売するということは、対外貿易を独占するという幕府の基本方針に抵触するものであるという判断があった。しかし清の冊封国でもある琉球の衰微は幕府の威信に関わることであり、しかもイギリス船が約40日間沖縄本島周辺を測量していったことから、琉球が外圧に見舞われていることも考慮しつつ、琉球の救援、そして琉球を支える薩摩藩への支援の名目で、文政元年（1818年）4月、てぐす、硼砂、桂枝、厚朴の4品、年額銀2070貫目までを3年間の期限付きで長崎での販売が認められ、総売り上げの2割と雑費を長崎会所に納入することになった。長崎会所は琉球貿易による唐物の長崎での販売に対して強硬に反対し続けていたが、琉球と清との冊封、進貢関係の破綻は幕府の威信低下を引き起こすとして押し切った。

### 唐物の一手買い入れ
薩摩藩は幕府に対して長崎での唐物販売の拡大を要請しながら、一方で琉球貿易で入手した唐物の一手買い入れを進めた。文化11年（1814年）、薩摩藩は琉球側に唐物一手買い入れを打診した。この要請を琉球側は断ったものの、薩摩側は再考を求めてきた。そこで琉球側は国王、摂政、三司官了承の上で各部署で協議した。その結果、琉球貿易は渡唐役者（対中国貿易に従事する役人）や船主たちに貿易で得られる利益の一部が得られる形で運営されているので、薩摩藩の一手買い入れは渡唐役者や船主たちの収入の道を閉ざすことになるとの理由で改めて反対した。琉球側としては貿易関係者のみならず、王府自体も入手した唐物を薩摩藩側が一手買い入れすることによって、買い入れ価格が抑えられることによる収入減を危惧していた。
文政元年（1818年）、長崎での唐物販売拡大が認められた後、薩摩藩は唐物一手買い入れを強硬に押し進めていく。同年12月には薩摩藩は唐物関係の業務を行う「唐物方」を設置した。翌文政2年（1819年）重豪は側近2名を鹿児島に派遣し、唐物販売の拡大について重豪の意向を伝えた。同年、琉球貿易で入手した唐物の薩摩藩一手買い入れが断行された。一手買い入れ開始に当たり、「唐物方」から唐物が間違いなく薩摩藩に買い入れられるよう監視する人材を琉球に派遣した。琉球側も薩摩藩からの人材派遣に伴う事務量増大に対応するため、該当部署の人員増が行われた。

### 長崎商法のさらなる拡大
薩摩藩財政難の要因のひとつが重豪、斉宣の両隠居が江戸住まいをしていることにあった。薩摩藩の財政当局者は、本国である薩摩で隠居が出来れば藩経費の大幅な削減が期待できると主張していた。実際、重豪自身も文政2年（1819年）、幕府に対して薩摩で隠居生活を送りたいとの願書を提出していたが却下されており、斉宣も同様の願いを拒否されていた。そこで重豪は「重豪、斉宣両隠居続料」の確保も薩摩藩の長崎商法拡大の名目のひとつとしていった。
文政3年（1820年）3月、薩摩藩は琉球国王から嘆願がなされたとして、老中水野忠成に対して長崎における唐物販売の品目拡大を要請した。これは文政元年（1818年）の許可では琉球援助に不十分であるとして、貿易額の上限は年額銀2070貫目に据え置くものの、玳瑁、辰砂、大黄など7種の唐物から4～5種を新たに販売許可してもらいたいというものであった。これは販売品目を増やすことによって、中国での仕入れが不調で品欠けを起こす危険性を減らすとともに、また品目の増加は長崎での唐物販売促進にもなると判断したためであった。
文政3年（1820年）8月、老中水野忠成は薩摩藩留守居役を呼び出し、3月の嘆願について、新たに龍脳の販売を認め、唐物販売の期限も新たに3年間の延長が認められた。その一方で幕府は抜荷をきちんと取り締まっていくよう命じた。
文政5年（1822年）4月には唐物方の体制強化が行われ、文政6年（1823年）には販売許可品目の見直しが行われ、福州手薄紙、鉛、緞子、厚朴、玳瑁等の9品目の販売を中止する代わりに、鼈甲の販売が認められ、販売継続となったてぐす等5品とともに計6品が販売許可品目となった。しかしこのような長崎商法の拡大、体制の整備にもかかわらず、運営面では大きな課題を抱えていた。

## 長崎商法の運営と弱点
天保9年（1838年）まで、長崎で販売された琉球貿易による唐物は、長崎に到着後、まず薩摩藩の蔵屋敷に搬入され、取り引き終了までそこで管理された。長崎会所の担当者は唐物到着後、蔵屋敷でチェックを行い、春と秋の年二回、会所との唐物取引を行った。この長崎会所担当者によるチェックによって、薩摩藩側が品目についての規定と取引限度額を守っているかどうかを判断した。
長崎会所担当者の唐物のチェック、会所との取引終了後、残りの唐物は会所担当者同席のもと薩摩藩担当者が商人たちに唐物の入札を行い、その後落札者に売却そして売上金の回収となった。なお長崎商法開始当初は、売上金回収まで薩摩藩担当者が行っていた。つまり長崎会所は薩摩藩が持ち込んだ唐物のチェック、入札の確認こそ行っていたものの、会所取引終了後の取り引きには直接関与していた訳ではないため、後述のように薩摩藩側から長崎会所役人等に多額の「手当」が渡されていた状況から考えて、現実問題として会所のチェック機能は十分に機能していなかった可能性が高い。
しかし当初、この長崎商法の運営方式には大きな弱点があった。会所による長崎貿易の不振と、経営基盤が脆弱で資金繰りに問題がある商人が入札に参加したため、売上金回収が思い通りに進まなかったのである。商業上の諸懸案の解決には事情に精通した商人の協力が不可欠であると判断した薩摩藩は、長崎で貿易関連の業務に進出していた、天草の豪商、石本家に問題解決を委ねることになる。

## 石本家の請負

### 石本家の出自と長崎進出
石本家はもともと長崎で商業を営んでいたというが、寛永年間ごろに天草に移住し、農業を営むようになった。なお商業で大きな成功を収めた後も、石本家は身分的には百姓のままであった。
石本家は二代石本治兵衛の時代である明和6年（1769年）ころには、既に天草の有力地主となっていた。その後四代勝之丞が当主の時代である寛政年間には、島原藩に対して大名貸を行うようになっていたと推定されている。そして五代勝之丞の時代に石本家は急速に発展する。文化15年（1818年）には長崎に出店し、文政5年（1822年）、唐紅毛貿易の入札株を得て長崎貿易に参加するようになった。そして翌文政6年（1823年）には、天領であった天草の年貢米の販売を請負い、年貢換算分に当たる銀400貫目を為替で長崎会所に納入する天草掛屋役に任じられた。
また五代勝之丞は、人吉藩そして薩摩藩との結びつきを強めていく。人吉藩とは藩の特産品である苧麻、茶の販売等で関係を深め、文政6年（1823年）9月には人吉藩の苧麻と茶の永代一手販売権を獲得していた。一方薩摩藩とは人吉藩産の苧麻、茶の薩摩藩領内への売り込みを通して薩摩商人との取引関係が生じ、その中で文政4年（1821年）に薩摩藩側との接触が始まったと推測されている。文政5年（1822年）から長崎貿易に参画することになる石本家にとって、琉球貿易を通じて中国産品の安定的な供給が期待できる薩摩藩からの働きかけは、新たなビジネスチャンスへの期待を持たせるものであった。

### 石本家による代金回収と長崎商法本格参入
薩摩藩は長崎で貿易業にも従事している豪商石本家を、長崎商法の販売代金の回収に利用しようともくろんだ。その一方で石本家側も薩摩藩領内での商機拡大を狙っていた。利害の一致を見た両者は連携を図ることになった。
五代勝之丞は文政6年（1823年）9月、鹿児島入りして約3か月間の間、薩摩藩側と協議を重ねた。薩摩藩側は五代勝之丞に対して、焦げ付いていた長崎商法の販売代金の回収と今後の円滑な代金回収システムの構築に対する協力、そして5000両の借金を依頼した。一方、五代勝之丞は永代一手販売権を獲得した人吉産の苧麻、茶の薩摩藩領内での販売、薩摩産の櫨蝋の買入等の商談を持ち込んだ。
文政6年（1823年）11月、五代勝之丞は薩摩藩の唐物方に2500両分に当たる銀150貫目の調達を了承する「御請書」を提出する。石本に借金をする形となった薩摩藩側は、焦げ付いていた長崎商法の販売代金の回収分から返済を行いたいと回答した。しかし当時の長崎は銀不足で回収は薩摩藩の手に負えず、どうしても石本家に頼らざるを得なかった。前述のように石本家は天草掛屋役として年400貫目を長崎会所に納入していた。そこでその納入分を焦げ付いていた長崎商法の販売代金に充当する計画を立てたのである。
確かに石本家が請け負っていた天草掛屋役として長崎会所に納入する400貫目を、薩摩藩の長崎商法の代金焦げ付き分の支払いに充てることは一見可能であるように見える。しかし400貫目はあくまで天草の農民たちが納める年貢、つまり租税であり、石本家が自由に利用できるわけではない。石本家は長崎会所側と粘り強い交渉を続けた結果、150貫目分の天草掛屋役納入金を代金焦げ付き分の支払いに充てさせることに成功する。その上で150貫目を石本家から借り入れたため、薩摩藩側は計300貫目を入手することが出来た。
薩摩藩が石本家に負う形となった150貫目の借金は、未納分の長崎商法の代金プラス長崎商法の収益で支払われることになった。石本家は資金繰りが厳しい長崎会所の事情を考慮し、これまで年2回であった唐物入札の回数を増やし、一度に扱われる金額を少なくして、返済金も少額づつこまめに返済するよう代金回収と支払方法の改善を提案した。薩摩藩側と長崎会所側との交渉によって、結局この点については薩摩藩側の要望もあって、年二回の入札後の支払いという点に変化はなかったものの、焦げ付き分の支払いに関しては三分割で支払う形で合意された。
そして琉球貿易による唐物の入札については、長崎奉行は文政7年（1824年）10月以降、長崎会所に入札翌日に落札額の2割に当たる銀の納入が無ければ商品を引き渡さないことにした。この結果、資本力に問題がある商人たちが入札から締め出される形となった。そして文政7年（1824年）11月には、長崎会所は石本家が薩摩藩長崎商法の売上金収受業務を引き受けることを認め、売上金の回収は薩摩藩が直接ではなく石本家が行うようになった。この結果、長崎商法の売上金回収は比較的スムーズに進むようになっていく。
一方、文政6年（1823年）の石本側が薩摩藩に行った商売上の要求は、薩摩商人の利益を著しく侵害する面も多く、要求が認められなかった点も多かったが、人吉産の苧麻、茶の他に木綿、大豆の薩摩藩領内販売の参入、長崎で薩摩藩が扱う黒砂糖の独占販売、そして櫨実、薩摩藩の蔵米販売等、薩摩藩に関わる様々な商取引に食い込んでいった。

## 長崎商法の拡大と抜荷

### 文政8年の品増決定

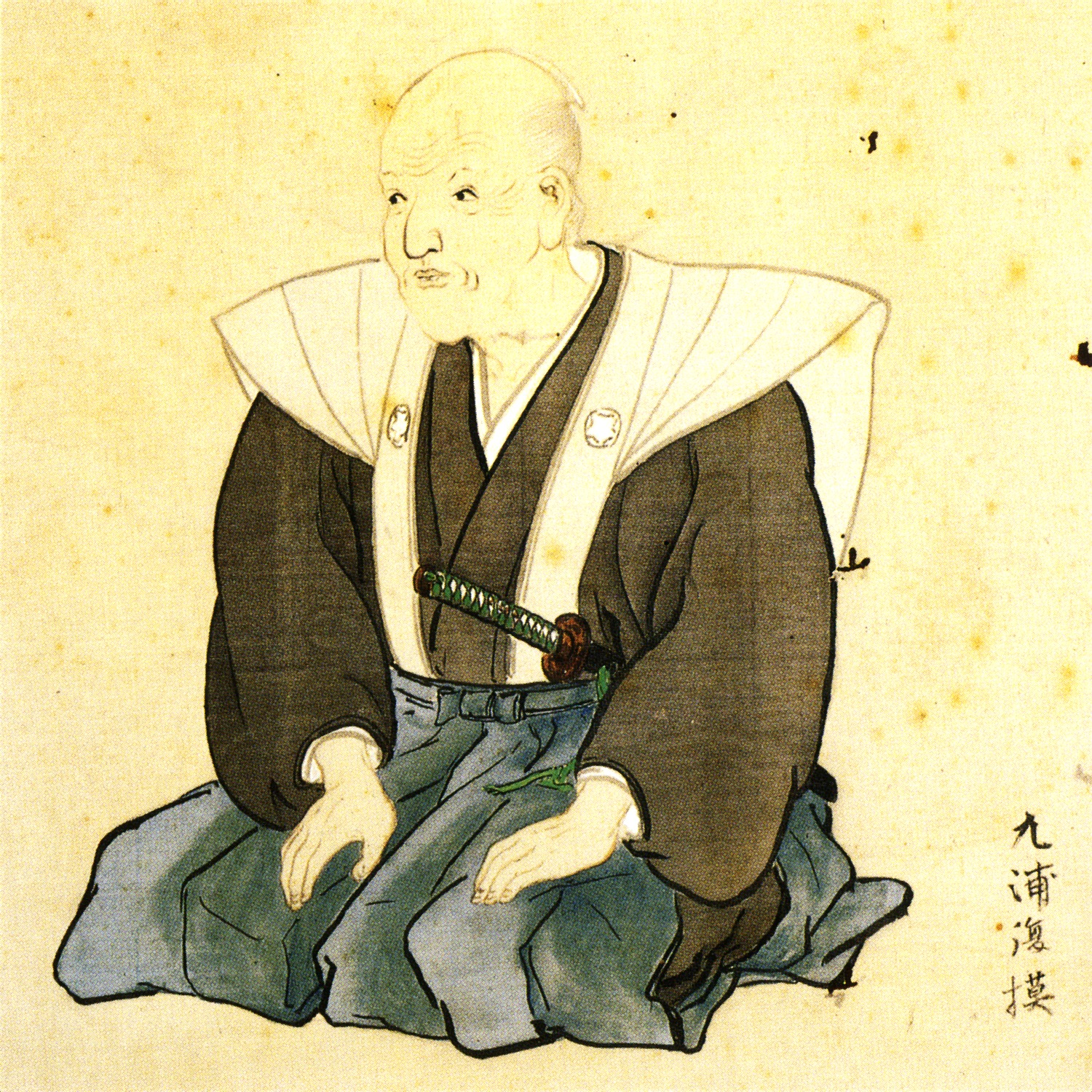
調所広郷は薩摩藩の長崎商法の拡大と安定経営、そして幕府からの停止命令後は復活に向けて尽力する。

豪商石本家との連携によって長崎商法の売上金回収に目途を立て、入札方法の改善も実現した薩摩藩は、文政8年（1825年）、幕府に対して販売許可品目の増加交渉を開始した。前述のように文政6年（1823年）以降、長崎商法での販売許可品目は6品目であったが、沈香など10品目の追加を求めたのである。品目追加を要請する一方で、年間販売額は銀2070貫目から銀1720貫目に減らす譲歩案もつけた。なお実際問題として長崎商法における販売実績は年間で銀約1200貫目程度であったため、銀2070貫目にこだわる必要性は薄かった。
幕府からの回答は文政8年（1825年）3月、勘定奉行村垣定行と長崎奉行土方勝政が、薩摩藩江戸表側用人格両隠居（重豪、斉宣）続料掛の調所広郷宛に諭達された。内容としては薩摩藩側が求めたように10品目の追加、そして販売年額は銀1720貫目までとして超過した場合は翌年の販売額に組み入れること、そして販売限度額の約7割に当たる銀1200貫目の2割に当たる、銀240貫目と雑費を会所に納入することが決められた。長崎商法の期限は翌文政9年（1826年）から5年間に限ることとし、会所貿易に支障が出た場合には期限内であっても停止するとされた。
販売許可品目の拡大は、もし中国での仕入れ状況によっては入手困難な品目があったとしても、品目が多ければ全体として品欠けとなる危険性は低下しリスク軽減につながる。薩摩藩と連携した石本家によって進められた長崎商法の代金焦げ付き分の整理と、入札方法の改善、そして文政8年（1825年）3月の品増によって、長崎商法は順調に発展していく。文政8年（1825年）10月には重豪の命を受けて品増に向けて活躍していた家臣に知行が与えられ、文政10年（1827年）4月には調所広郷がやはり品増に向けての活躍に褒賞が与えられている。そして石本家の五代勝之丞も、文政13年（1830年）に品増と期限延長についての活躍と、後述の長崎に来航した中国人商人たちの長崎商法に対する苦情処理に対する“抜群の骨折”を賞されて、十五人扶持が与えられるとともに長崎蔵屋敷産物方御用聞に任じられた。

### 石本家の付け届け攻勢
このような薩摩藩による長崎商法の拡大に威力を発揮したのが、石本家による幕閣、長崎会所等に対する付け届け攻勢であった。石本家の五代勝之丞関係の文章「薩州産物一件年継御挨拶之見合」には、文政8年（1825年）の品目増加の嘆願に際して、幕府で強い権力を握っていた老中水野忠成に金200両等を贈ったのを筆頭に、勘定奉行村垣定行、長崎奉行土方勝政、同じく長崎奉行高橋重賢、そして長崎奉行所関連の役人や関係者に金品をばら撒いた。
文政12年（1829年）には、幕府から唐物商法の許可の5年延長が認められたが、その際にもやはり老中水野忠成を始め、勘定奉行村垣定行、長崎奉行の大草高好、本多正収、そしてやはり長崎奉行関係者や関係者に金品を贈っている。
天保5年（1834年）に、薩摩藩から長崎商法の20年間期限延長を申請された際に、長崎奉行所から意見を求められた長崎町年寄、長崎会所役人らは、長崎商法が会所貿易に悪影響を与えていることを認めながらも、条件付きで20年間延長を認める意見書をほぼ同内容で提出した。このことに関して松浦静山は甲子夜話の中で、町年寄の高島氏には500石など、長崎の地役人、長崎会所の役人に金品を贈っているという噂が広まっていることを記している。薩摩藩は石本家を通して文政8年（1825年）、文政12年（1829年）幕閣、長崎奉行所役人に付け届け攻勢を行ったが、長崎の地役人、長崎会所の役人にまで付け届け攻勢を広げていたと考えられる。

### 琉球への統制強化
文政9年（1826年）4月、薩摩藩は13名の人員を琉球に派遣し、琉球貿易に関する業務を扱う唐物方御座を設立し、琉球の貿易関係担当責任者に当たる御鎖之場長官に通知された。これまでは文政2年（1819年）から、唐物が間違いなく薩摩藩に買い入れられるよう監視する人材が鹿児島の唐物方から派遣されていたものが、文政9年（1826年）4月以降は唐物方の支所が琉球に設立されたことになる。
琉球に設立された唐物方御座の業務は、長崎商法で認められた16品目に関して調達するとともに、他の売買行為を禁じて薩摩側が買い占めることになった。このことについて唐物方御座は那覇の関係者から証文を取っている。こうして薩摩藩は琉球貿易に関与する体制を強化して16品目の調達と買い占めを実行した。また琉球産の海産物で輸出されていた海人草についても唐物方御座が買い占めることになった。

#### 琉球にとっての長崎商法
薩摩藩の長崎商法は困窮状態にあった琉球救援を名目として、琉球貿易によって入手した中国製品を長崎で販売する商法である。しかし薩摩側が思うような品物の入手が進まない現実もあった。琉球貿易では購入したい品物を扱う商人から直接商品を購入することは出来ず、福州の琉球館に出入りを許された「十家球商」と呼ばれる、決められた中国商人を仲介して品物を入手するシステムであった。この「十家球商」の資本力不足等で思い通りに商品が入手できないことも多く、結果として多く買い過ぎたり、少量しか購入出来なかったり、最悪の場合全く手に入れることが出来ない事態も発生した。また購入した品目の中でも品質面で問題がある場合もあった。また長崎商法で取り扱う商品は琉球貿易において必ず購買をするため、そのことを知っている中国側は価格を吊り上げるといった弊害も発生していた。
薩摩藩側は品質の良いものを購入するよう指示するとともに、買い過ぎ、不足等が発生した場合にはペナルティを課すなど事態の防止に努めた。しかし厳しくし過ぎた場合には危険を冒して買い過ぎ分を売り抜ける等、抜荷に走るリスクも上がることになる。実際問題、自家用の品物の輸入は認められていて、また渡唐役者たちは皆、貿易に対する意欲向上の意味合いもあって私的な貿易が認められていたので、どうしても監視の目をすり抜けて抜荷が行われるのを防ぎきることは出来なかった。
実際問題、薩摩藩の唐物商法に関係する荷物の積載量が増加して、これまでは渡唐役者たちの裁量で積荷が決められ、中国での売買を経て利益を得たものが、渡唐役者たちが腕を振るえる場面が著しく減少し、利益が挙げられない状況に陥っていた。しかも薩摩藩の唐物商法関連の琉球側への代金支払いは滞っており催促し辛い状況に陥っていた。にもかかわらず薩摩藩側は唐物商法を拡大させるために、積荷に唐物商法関連の品物をもっと多く載せようと圧力をかけていた。琉球側はそのような薩摩藩のやり方を「なにとも嘆かわしき次第」とまで表現していた。琉球の困窮状況は深刻であったが、唐物商法は琉球にとってマイナス面が大きなものであった。

### 中国人商人たちの異議申立て
幕閣や長崎奉行所、そして長崎関係者にも薩摩藩と連携した石本家の付け届け攻勢が行われたことによって、長崎商法に対する反発、懸念について抑えられていく。しかし文政8年（1825年）の品増と期限延長後、長崎に来航している中国人商人の王安宇と楊嗣亭の二名が長崎奉行所に異議申し立てを行った。
異議申し立ての内容は、まず薩摩藩が長崎商法で扱っている唐物は、琉球人が福建の所々で買い集めたものを薩摩と交易してもたらされたものであり、荒物、反物、小間物の類ばかりではないこと。対価として中国へ渡っている品々も、煎ナマコ、干アワビ、三石昆布（日高昆布）などであり、長崎に来航する中国船が取り扱うものと同じものであり、調べてみると薩摩を通して琉球が入手して中国に販売していることが判明したこと。そしてそれらの品物の品質は良く、さらに長崎からの中国船が帰国する前に安価で売りさばかれてしまい、我々長崎へ来航する中国人商人は莫大な損出を被っているとした。
そしてこのような状況を放置しておけば、長崎会所は衰退し、我々中国人商人の損失のみならず、日本の貿易にも大きな問題となると主張した。この異議申し立ては2度行われたものと推定されており、最初の申し立て時に、奉行所側から5年間の年限を区切っての措置であると説明されたものの、納得しなかった王安宇と楊嗣亭は再度、異議申し立てを行ったと見られている。
申し立てを受けて長崎奉行所から薩摩藩長崎蔵屋敷は、煎ナマコ、干アワビ、三石昆布等の俵物を薩摩藩が集め、琉球貿易によって中国に輸出していないかどうか事情聴取を受けている。薩摩藩長崎蔵屋敷側は疑惑を否定し、薩摩藩から琉球を通して中国に輸出しているのは、和反物、器物、タバコ、紙などであると主張した。結局、王安宇と楊嗣亭は改めて長崎奉行所側から長崎商法はあくまで5年間の時限措置であり、延長は無いと見られるとの説明を繰り返し受けたものと考えられている。
この王安宇と楊嗣亭の異議申し立ては、翌文政9年（1826年）になって正式に長崎会所の評議にかけられることになった。そして評議の結果が長崎奉行所に提出されたのが文政12年（1829年）3月のことであった。評議は長崎会所の吟味役が連署した「評議書」、会所調役、長崎町年寄が連署した「伺書」からなっており、内容的には薩摩藩長崎蔵屋敷側の主張を認めるものとなっていた。この「評議書」、「伺書」にも、薩摩藩側からの付け届け攻勢が影響した可能性が指摘されている。

### 抜荷の本格化
文政8年（1825年）、中国人商人の王安宇と楊嗣亭が長崎奉行所に行った長崎商法に対する異議申し立て時に行なわれた薩摩藩長崎蔵屋敷に対する事情聴取では、薩摩藩は俵物の集荷、そして琉球貿易を通しての中国輸出を否定したが、現実は唐物方が大量に購入した俵物を琉球貿易で中国へと輸出していた。
前述のように幕府は天明5年（1785年）、俵物の長崎会所独占買い入れを決定しており、俵物は長崎に集荷され、長崎貿易を通じて輸出されるはずであった。しかし現実には琉球貿易によって煎ナマコ、干アワビ、昆布等の俵物が大量に中国へ輸出されていた。これは抜荷によって薩摩藩が集め、琉球に送ったものであった。文政3年（1820年）の薩摩藩の長崎商法が本格化することにより俵物の需要は急増し、文政8年（1825年）の品増後、軌道に乗った長崎商法の影響を受けて薩摩藩関与の抜荷は最高水準に達した。
薩摩藩が関与する抜荷は新潟港が主な舞台となった。抜荷はサツマイモ等、薩摩の産物とともに漢方薬種、朱など琉球貿易で得た唐物の抜荷を積んだ薩摩船が新潟港で売却し、帰路は蝦夷地産の昆布等の俵物を積むという形で展開された。そして新潟から抜荷品の漢方薬種、朱などは各地へと広く売買されていった。
なお中国で昆布等の俵物や日本産の品物の出所を問われた時には「琉球産」と答えるよう指示が出されていた。これは琉球と取引をした中国人から話が広まり、長崎を経て幕府の耳に入ることを恐れたからと考えられる。このことに関して薩摩藩の唐物方からは琉球貿易に携わる琉球人は誓紙を交わすよう指示が出されており、対応の徹底が図られていた。

### 20年延長の獲得
文政8年（1825年）3月の長崎商法の品増以降、文政12年（1829年）には翌文政13年（1830年）からの5年の年限延長が認められた。先述のようにその際、やはり石本家の幕閣、長崎奉行所関係者への付け届けが威力を発揮した。また文政12年の年限延長時には16品目のうち4品目の品替えが行われた。
次回の期限切れを前に、薩摩藩としては気がかりな点があった。これまでの長崎商法の認可、拡張、延長は、将軍家斉の岳父である重豪の政治力が大きく物を言った。しかし天保4年（1833年）1月に重豪は亡くなり、重豪と太いパイプがある上に将軍側近で幕府の実力者であった水野忠成も高齢となり、引退も間近い情勢であった。こうなると長崎商法の延長に問題が起きる可能性が出てくる。調所広郷は天保4年4月、大坂商人浜村孫兵衛に送った書簡の中で、重豪が亡くなり、水野忠成の引退も囁かれている中で長崎商法の今後に懸念があることを認めながらも、既に期限延長に向けて長崎の町役人らとも相談している等、様々な手を打っていることを伝えていた。
天保5年（1834年）2月、水野忠成が没し、翌月には水野忠邦が西の丸老中から本丸老中となり、水野忠成の勝手掛老中の職は浜田藩主松平康任が任じられた。松平康任の嫡子であった松平康寿には薩摩藩主斉興の妹、勝姫が嫁いでいて、島津家と浜田藩松平家との間にはパイプがあった。そこで薩摩藩は幕閣では松平康任を主なターゲットとして延長工作を行った。また天保5年2月には石本家の五代勝之丞が幕府の御勘定所御用達に百姓の身分で初めて任命された。調所広郷の指示もあって石本家の五代勝之丞が御勘定所御用達の立場を利用して、数度にわたって延長を求める願書を提出するなど幕閣の各方面に働きかけた。さらには前述のように長崎の地役人、長崎会所の役人にまで付け届け攻勢をかけて懐柔を図った結果、天保5年（1834年）6月、幕府から翌天保6年（1835年）から20年間の延長が認められた。

## 長崎商法の停止

### 弊害の指摘

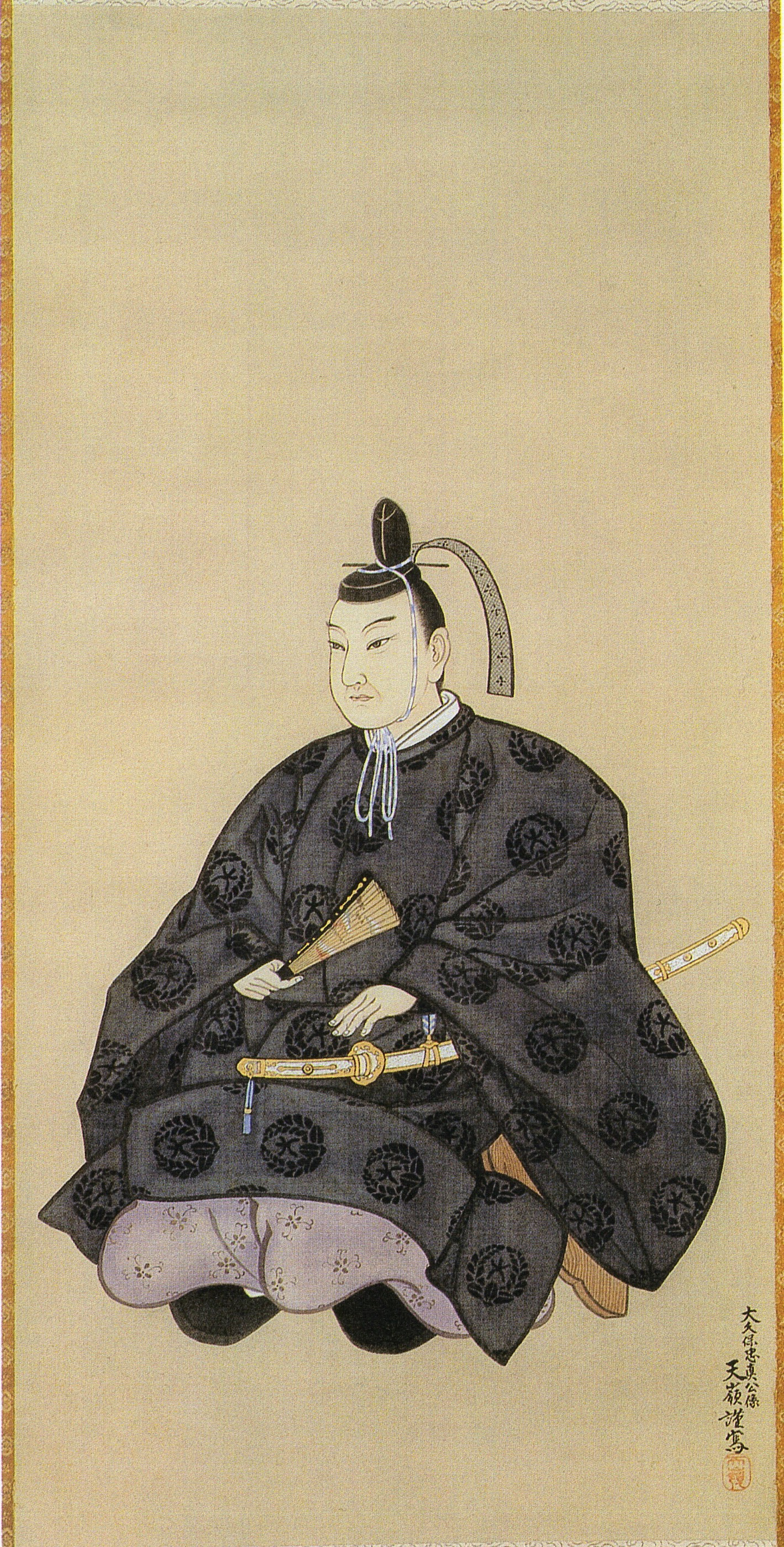
老中大久保忠真が勘定奉行に手渡した薩摩藩の抜荷に関する風説書が、長崎商法停止へと繋がっていく。

天保5年（1834年）、20年間の延長が決定した薩摩藩の長崎商法であったが、その後間もなく逆風に晒されることになる。天保6年（1835年）3月、老中大久保忠真は勘定奉行土方勝政に対し、薩摩藩が唐物を北陸、越後などに大量に送って売りさばいており、それが長崎での貿易が振るわない要因となっている等の、薩摩藩の抜荷に関する風説書を手渡し、調査を求めた。4月には土方は回答に当たる言上書を提出する。言上書で、蝦夷地の上等品の煎ナマコが抜荷となって越後で売買され、薩摩へと流れていくとの通報があったため、天保4年（1833年）に越後の海岸部を見回ってみたところ、新潟に蝦夷地産の煎ナマコが出回り薩摩船に密売しているのは間違いないとの報告があったこと、薩摩藩が唐物の抜荷を密売買しているとの風説は以前よりあることは承知しているものの、（大藩である）薩摩藩の御手入れは容易なことではないこと、そして薩摩藩には抜荷取り締まりを改めて通達すべきであると報告された。
老中大久保忠真の勘定奉行土方勝政への調査依頼に始まった幕府の本格的な薩摩藩の疑惑に関する調査は、幕閣では大久保、土方の他、長崎奉行久世広正、若年寄林忠英の間で進められた。天保6年（1835年）5月、久世広正は長崎会所は近年、借入金の増大や幕府に対する上納金が納められず、むしろ幕府からの御下金によって運営している状況に陥っており、これは薩摩藩による抜荷などによって長崎貿易の輸入品の価格下落が起きているためであると報告した。
薩摩藩に対する疑惑が深まる中、若年寄林忠英は天保6年（1835年）7月、目付の戸川安清に長崎取り締まり強化を命じた。しかし薩摩藩は大藩であり、藩主の島津家は将軍家との姻戚関係もある。土方の言上書にもあるように薩摩藩の行動を直接的に抑え込むことは容易なことではなく、しかも薩摩藩は長崎での唐物商売を幕府から公認されている。そこでまず抜荷の摘発、封じ込めを行って薩摩藩の違法な貿易活動に制限を加える方法が取られた。7月には土方、久世の連名で改めて言上書が提出された。言上書には唐物抜荷と俵物抜荷は互いに密接に関係していると指摘した上で、俵物の産地である松前藩と唐物抜荷問題の当事者である薩摩藩に対して、抜荷を厳しく取り締まるように命じる「達書」の案文を付けていた。薩摩藩への案文の中で、風聞に偽りが無ければ長崎会所の貿易に支障があるのみならず、国政に関わる問題であると厳しく指摘した上で抜荷取り締まりを厳命し、違反があるようならば年限内であっても長崎での唐物商売の停止を行うとされていた。
薩摩藩にとって悪いことに、天保6年（1835年）9月、幕閣にあって長崎商法20年間延長を主導した老中松平康任が、仙石騒動問題で辞職を余儀なくされていた。幕閣は長崎貿易と抜荷に対する規制、取り締まりを強化する方向へと政策を転換していく。前述の土方、久世の松前藩、薩摩藩への達書案は、天保6年末には実際に両藩に通達された。しかし幕府は天保6年年末段階ではまだ、薩摩藩に対しては抜荷取り締まり強化を命じる対応で収めようと考えていた。

### 長崎商法の停止命令

#### 久世広正の主張
このようなタイミングで第一回唐物抜荷事件が発覚する。天保6年10月19日（1835年12月9日）、漢方薬種等の抜荷を積み込んで新潟港に向かっていた薩摩船が難破し、難破後に売りさばかれた抜荷品から足がついて摘発され、抜荷品の売買や仲介を行った約50名が処罰された。
事件発覚後、幕府の姿勢は硬化する。久世広正は天保7年（1836年）4月、以下のような内容の言上書を提出する。
- 前年（天保6年）10月、新潟で難破した薩州船が抜荷品である漢方薬種等を積み込んでいたとの報告が上がってきている。これは文政8年（1825年）の中国人商人たちの異議申し立て、そして昨今の風説書の内容と合致するものであり、薩摩藩の抜荷取り締まりには明らかに問題がある。
- 薩摩藩の長崎商法は困窮状態の琉球を援助するという名目で行われているが、このような唐物売りさばきの道をそのままにしておけば、抜荷取り締まりの手立てが講じ難い。また長崎会所で扱う俵物の量が減少し、価格も高騰している。その一方で大量の俵物が琉球から流出して中国国内での価格が下落しており、その結果として中国人商人が長崎に持ち寄る品々の品質が落ちている。
- 取り扱い16品は会所による貿易品と同様の品物である上に品質も良いため、薩摩藩の長崎商法が繁盛し、本道であるべき会所貿易は衰微しており、資金繰りも困難になっていてこのままでは立ち直るきっかけを掴むことは出来ないであろう。
- 他国である琉球の援助のために、自国の長崎は苦しめられていて、今現在、長崎会所の上納金は停止となり、貿易用の銅、俵物等の代金決済もままならず、幕府からの御下金も焼け石に水であった。
- このような状況は当然、長崎会所の役人らも承知しているにもかかわらず、薩摩藩からの「仕向方格別に手厚い」ため、「それぞれ己の利欲を貪り」、「何とも差し障り申し立て」することも無い。
- しかも長崎で貿易に従事する商人たちの中には、会所の入札よりも薩摩藩の長崎商法の入札を重視する者たちも居る。

と、薩摩藩の長崎商法と抜荷が長崎会所による貿易を著しく圧迫していること、そして薩摩藩側と長崎会所の役人らが癒着していることを指摘した上で、20年の延長が認められた薩摩藩の長崎商法であるが、差し止めをするしか無いと主張した。
薩摩藩の長崎商法に対する会所のチェック機能は甘く、品目についての検査は行われていても量については検査が行き届かなかったと考えられている。しかも薩摩藩からの「仕向方格別に手厚い」状況では違反も黙認された可能性が高い。文政8年（1825年）以降、年額銀1720貫目の制限額越えが常態化していたと考えられる。
なお、久世の薩摩藩の長崎商法差し止め論には、薩摩藩による貿易行為や抜荷によって幕府の長崎貿易が衰退することは、「外国に対して国体に関わる問題」であるとの主張もあった。つまり幕府が外国貿易をきちんと統制できないことは国家としての体面に関わる問題であり、幕府の権威低下、そして支配力の低下に繋がっていくと判断したのである。

#### 幕府内の協議と停止の決定

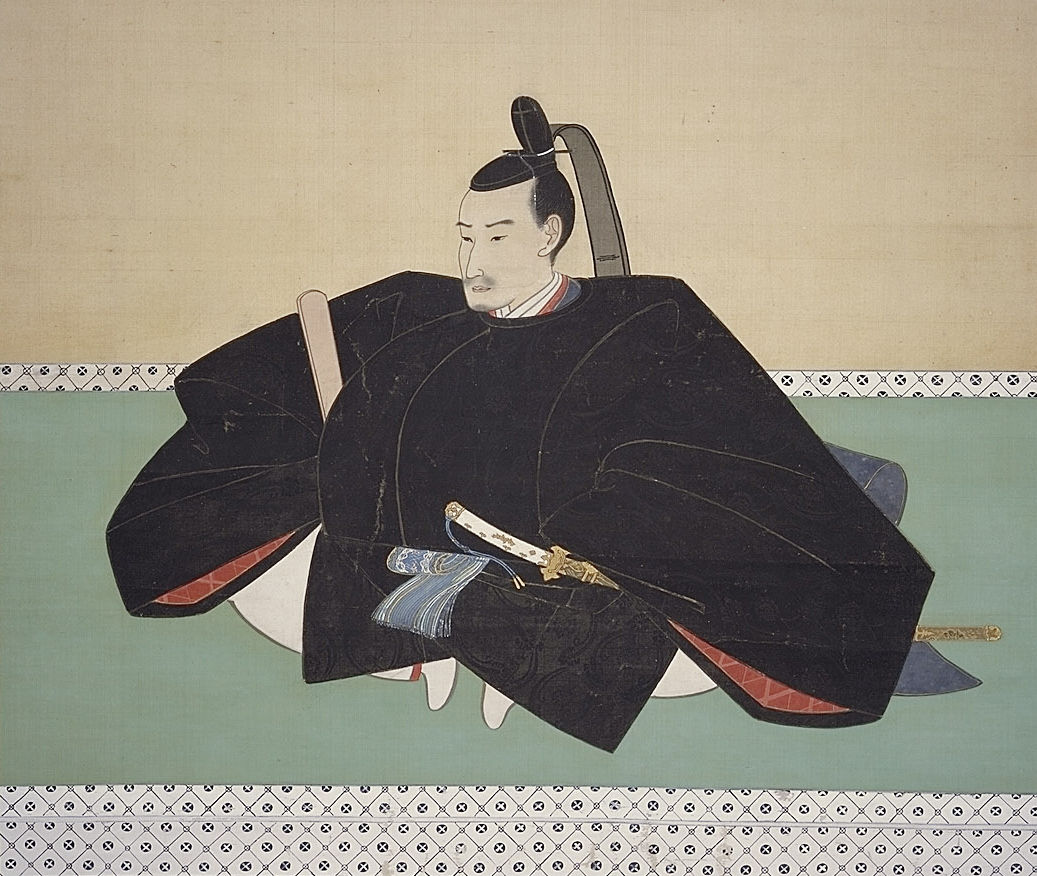
老中水野忠邦は幕閣内で薩摩藩の長崎商法停止の意見をリードした。

久世の長崎商法停止論に対して幕閣内で反論が出された。天保7年（1836年）5月、勘定奉行の明楽茂村は、停止によって幕府と薩摩藩との関係が悪化する危険性を指摘した上で、困窮状態に陥っていた琉球を救助することが目的である薩摩藩の長崎商法を停止することは、困窮した琉球を切り捨てることとなり、それこそ日本国内のみならず諸外国に対する幕府の面目を失墜させ、権威低下を招くのではないかと憂慮した。そこで16品目のうち長崎会所貿易に影響がある5ないし6品目を差し替えるという譲歩案を提案した。
しかし明楽の反論に対し、久世は薩摩藩の長崎商法は不正の増長を繰り返してきており、やはり長崎貿易を幕府がきちんと統制できないことこそが国威を失墜すると改めて主張した上で、この機を逃せば薩摩藩の長崎商法を停止させるチャンスは訪れないであろうと、幕閣に決断を迫った。結局明楽は久世の意見に同意することになる。
老中水野忠邦は寛政の改革をモデルとして長崎会所の立て直しを図った。会所立て直しの一環として薩摩藩の長崎商法の停止が決定され、天保7年6月19日（1836年8月1日）、水野は薩摩藩主島津斉興に対して天保10年（1839年）以降の長崎商法の停止を通告した。天保6年（1835年）9月に松平康任が失脚し、長崎商法の停止通告後の天保8年（1837年）3月、大久保忠真が亡くなり、天保8年4月には将軍家斉が引退して9月には世子徳川家慶が正式に新将軍となる中で、水野忠邦が幕府の主導権を握るようになっていく。この薩摩藩の長崎商法の停止に至る経緯は、水野による幕政改革、天保の改革の路線へと繋がっていく。

#### 長崎商法停止の内容
天保7年（1837年）6月に決定された薩摩藩の長崎商法停止について立案したのは、長崎奉行の久世広正であった。久世は長崎商法で販売される唐物は、3年前に日本で用意され中国に輸出された品物の対価であるため、即時停止では用意されていた日本製品を捨てることになること、そして即時停止すると薩摩藩側から長崎の諸役人らが得ていた付け届けが急に絶たれることになり、生活に困窮して長崎の景気にも悪影響を与えかねないことを考慮して天保10年（1839年）の停止とした。
もちろん停止に対して薩摩藩側の反発も予想していた。久世はもともと歴代の長崎奉行や長崎の諸役人たちも停止の必要性を認識していたが、薩摩藩を憚って言えないでいた。しかし今や問題は一藩の問題ではなく、御国威を外国に対して示すためにも停止をするのだと説明した。久世の判断は、将軍家斉の岳父として権力を振るい、長崎商法の認可、拡充に強い影響力を発揮していた重豪と、重豪と太いパイプがある上に将軍側近で幕府の実力者であった水野忠成が亡くなったことも背景にあったと考えられる。

## 薩摩藩の停止解除運動
薩摩藩としては、長崎商法の停止を示唆された天保6年（1835年）の達書以降、薩摩藩領、そして琉球で抜荷対策に腐心していた。それにもかかわらず天保7年（1836年）6月に、長崎商法の停止が決定されたことは薩摩藩に大きな衝撃を与え、幕府に対して停止撤回を求めていく。

### 琉球側からの意見聴取
長崎商法の停止命令を受け取った薩摩藩は、当然ながら幕府側に再考を求めていく。そのような中で薩摩藩は天保7年（1836年）11月、幕府からの命令もあって琉球の意見を聴取した。薩摩藩の思惑としては琉球から長崎商法の継続を求める声を挙げてもらって、幕府に再考を迫ることになった。琉球王府は直近に渡唐役者を勤めた22名に意見聴取した。ところが、16品目の購入代金が高額であるため、渡唐役者のみでは必要な分の調達が出来ず、他の船の乗員たちの協力を仰いで何とか確保していて、皆、身分不相応の借金までして貿易を行っている現状であること。そして中国へ輸出する品目の価格は下落していて、一方では輸入品の価格は上昇しており、見込みを誤る者も出てきていて、中でも16品目は中国側に必ず購入することが知れ渡ってしまっており、特に激しく値上がりしていると指摘した。結論として長崎商法を止めれば皆、見込みを持って売れることが見込める商品を購入できるようになるので、止めたところで何も困りはしないとの回答であった。
薩摩藩側のもくろみは外れた形になったが、もちろん藩側はそのまま幕府に報告を行った訳ではない。天保8年（1837年）3月の幕府への報告では、琉球国王から長崎商法の停止命令は国の興廃に関わるので、何とか継続して欲しいとの要請があったとしており、また別の書きつけの中では、清への朝貢、薩摩への年貢納入、そして国民に対する扶助も困難となり、社会全体の雰囲気が悪化し、抜荷に走る者も増加するのではないかとの訴えがあったとしている。前述の意見聴取の内容から判断すると、琉球の生の声を薩摩藩側は無視する形で幕府への報告を行ったと考えられる。

### 冊封使と慶賀使の影響
琉球側からの長崎商法の停止命令解除要請とともに、薩摩藩が幕府に対する交渉カードとして利用したのが冊封使と慶賀使であった。折しも天保8年（1837年）は、清の皇帝の使者である琉球国王尚育の冊封使が派遣される予定であった。そして天保11年（1840年）には、薩摩藩主斉興の参府に併せて新将軍家慶就任を祝う慶賀使が派遣される見込みであった。天保8年（1837年）3月の幕府への報告の中で、ともに幕府のご威光に直結する問題であるとして、この重要事を滞りなく実現する責任が薩摩藩主斉興にはあり、また財政的負担も莫大なものになると、幕府に対して強く再考を迫った。天保8年（1837年）3月に江戸城西の丸が全焼した影響で、慶賀使の派遣は天保13年（1842年）に順延となったものの、全焼の翌4月には薩摩藩側から、延期にはなったものの慶賀使の派遣は重要事であることに変わりはなく、長崎商法の停止命令解除要請をぜひお聞き届けいただきたいとの念押しがあった。
この薩摩藩側からの要請に幕閣内に動揺が走った。老中水野忠邦は勘定奉行内藤矩佳、明楽茂村らに薩摩藩の要請について検討を命じたものの、長崎奉行久世広正による長崎の取り締まりが効果を見せ始めているので、久世に薩摩藩の要請を回して意見を聴取した上で回答したいと、結論を出すことを避けた。そして11月に出された久世の意見書もまた、長崎商法の停止は琉球救助の道を断つことになり、それは薩摩藩の困難に直結するため、仁政を行うべき幕府の政治姿勢に悖ることになり、問題は国政の根幹に関わることで軽々に意見を申し上げられないとして幕府勘定所に再審議を求める内容で、久世もまた幕府勘定所に判断を投げて結論を出そうとはしなかった。
勘定所、長崎奉行が結論を出そうとしない姿勢に対して水野忠邦は業を煮やした。水野のやり方は強硬であり、久世に意見書の書き換えを命じ、薩摩藩の要請は認められないとの内容に改めさせたのである。

#### 薩摩藩の大奥工作
薩摩藩側はさらに大奥に手を回した。大御所家斉はいまだ実権を保持しており、大奥から手を回して島津家出身の正妻を通して家斉を動かすことによって事態を好転させようと試みたのである。薩摩藩側から大奥への工作は、薩摩藩の長崎商法の差し止めは琉球と清国に対して損害を与えることになり、結果として国際問題になりかねないとの内容の願書の提出であり、天保10年（1839年）中に都合3回行われたことが確認されている。この嘆願書は長崎奉行の田口喜行、戸川安清に検討させた。当初田口、戸川の両長崎奉行は薩摩藩の訴えに理解を見せた回答書を提出したが、やはり水野忠邦の強硬な書き換え要求に従った形で、天保10年末に差し止めを行うべきとの内容の報告を提出するに至った。
天保11年3月11日（1840年4月24日）、薩摩藩の長崎商法の停止命令解除要請は認められない旨、薩摩藩側に通告された。その一方で将軍家慶就任の慶賀使の参府が間近いことを考慮して、薩摩藩に向こう3年間5000両を幕府から支給することを決定した。そして翌4月、幕府は長崎会所を通じて長崎の中国人商人たちに、薩摩藩の長崎商法が差し止めとなったことを通告するように指示した。水野忠邦に主導された幕閣は、長崎商法の復活を拒絶することによって貿易に対する統制力を取り戻すとともに、5000両の給付によって琉球の困窮にも配慮する姿勢を見せることにより、幕府の威信が傷つかないよう事態を処理することにしたのである。

## 長崎商法の復活嘆願

### 特例の許可と取り扱い変更
天保11年（1840年）12月、薩摩藩は天保9年（1838年）の売れ残り品があり、また同年、冊封使が持参した漢方薬種があり、さらに行き違いで前年度分の荷が届いてしまったとして、それらを特例として長崎で売りさばきたいと申請した。この申請に対し水野は翌天保12年（1841年）5月、冊封使が持ち込んだ漢方薬種については焼却を命じたものの、あとの2つについては特例として長崎での販売を許可した。
しかしこの天保12年（1841年）の特例許可による販売は、これまでの長崎商法のやり方から大きな変更が加えられた。まず荷は薩摩藩の蔵屋敷ではなく長崎会所の蔵に保管され、会所と薩摩藩両者の共同管理となった。その結果、荷の実態は会所側に完全に把握されることになった。そして品物の目利き、入札、荷渡しは会所が行い、薩摩藩側は立ち会うのみとなった。そして落札価格の2割が会所の取り分となる上に、落札者も落札価格の3パーセントを会所に納入することになった。つまりこれまで薩摩藩側にほぼ委ねられていた長崎商法が、天保12年（1841年）以降は長崎会所主導のものへと変化したことになる。

### 復活嘆願の継続と石本家の没落
薩摩藩は長崎商法の停止によって大きな打撃を受けた。天保13年（1842年）2月の石本家の石本平兵衛（隠居後の五代勝之丞）の書状には、文政8年（1825年）以降順調に利益を挙げ続け、薩摩藩側にも仕送りをきちんと行えていたものが、長崎商法の停止によって資金繰りが深刻な状況に陥っていると述べている。このような状況下、藩主の斉興は調所広郷に唐物方の解散を命じ、調所は天保15年（1844年）1月に唐物方を廃止して新たに琉球産物方を発足させた。琉球にある唐物方の支所も産物方の支所となり、鹿児島の琉球館在番親方が琉球側を代表して琉球産物御用掛を兼務するなど、体制の再構築が図られた。
調所はこの新設の琉球産物方を中心として長崎商法の復活をもくろんだ。実際、琉球産物方は幕府との復活交渉の中核となった。調所本人も復活を目指して江戸、京都、大坂、長崎、尾張名古屋、紀州和歌山等を奔走して有力者に働きかけを行っていたことが幕府隠密にキャッチされている。
ところで薩摩藩が長崎商法の復活運動を進める中、薩摩藩と連携して長崎商法を運営してきた石本家が没落する。天保13年（1842年）10月、長崎町年寄の高島秋帆が捕縛され、高島秋帆に連座する形で石本平兵衛（隠居後の五代勝之丞）と六代勝之丞親子にも嫌疑がかかり、長崎奉行所に呼び出しの上で入牢となった。天保14年（1843年）3月には両名とも江戸送りとなり、江戸へ向かう途中で六代勝之丞は病死し、江戸で取り調べ中の天保15年（1844年）3月、石本平兵衛も入牢中に病死した。

## 長崎商法の復活と終焉

### 長崎商法の復活

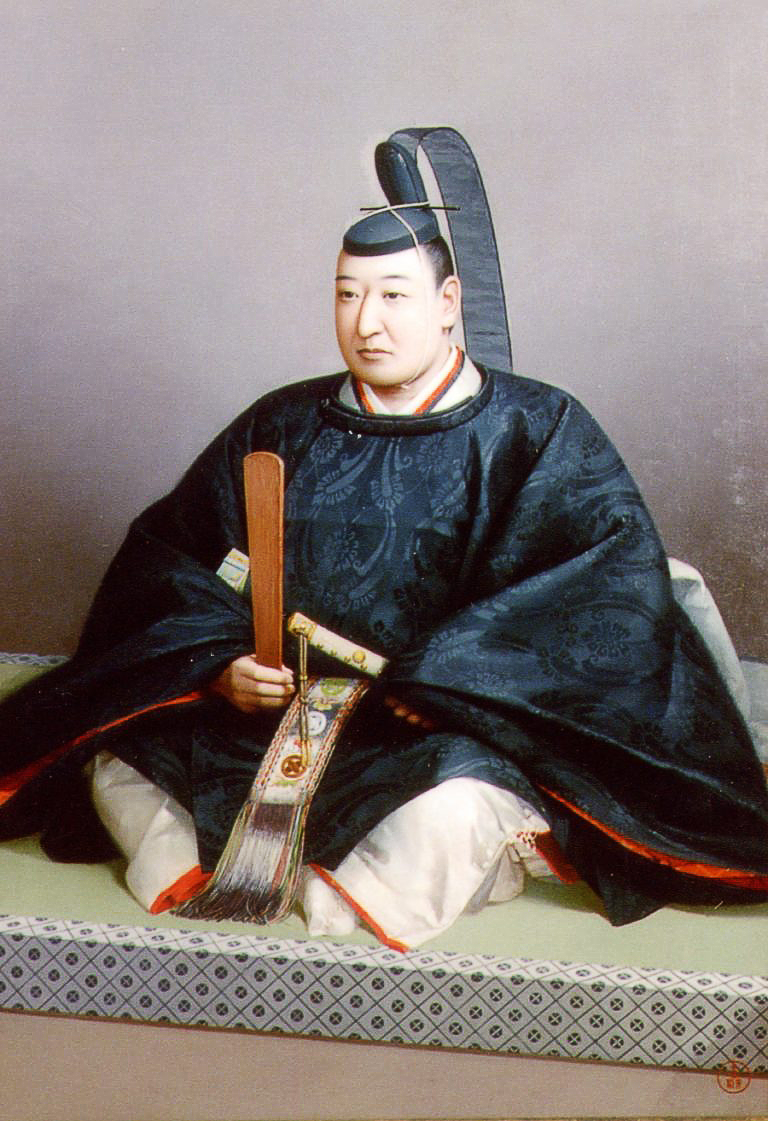
水野忠邦辞職後に幕政を主導する阿部正弘は島津家と親しく、薩摩藩の長崎商法復活や発展に協力的であった。

長崎商法の停止を主導した水野忠邦は、天保の改革に失敗して天保14年（1843年）閏9月に免職となる。その後天保15年（1844年）6月に老中に再任されるものの、弘化2年（1845年）2月には辞職した。水野に代わって幕政を主導したのが阿部正弘であった。阿部は島津家と親しく、長崎商法復活に向けて明るい材料となった。またイギリス船やフランス船が頻繁に琉球を訪れるなど、琉球に対する外圧は強まっていた。このような情勢の変化を睨み、薩摩藩は長崎商法再開に向けて活動を強化していった。
薩摩藩が長崎商法停止解除の切り札として利用したのは、やはり琉球からの嘆願であった。琉球の名で長崎での唐物商法復活の嘆願書を出させ、幕府に対して琉球救済のための長崎商法復活を求めるというやり方である。その結果、弘化3年（1846年）から向こう5年間、白糸、紗綾の2品目の長崎での販売が許可され、薩摩藩による長崎商法は復活する。幕府としては異国船が頻繁に訪れるという外圧が強まっている琉球を、援助する必要性の高さを認めざるを得ない事情があった。
長崎商法の復活が認められると、早速薩摩藩側は品目の拡大に向けて運動を開始する。再開が認められた弘化3年（1846年）中には、天保10年（1839年）の停止以前に認められていた16品目について年間銀1200貫目まで、5年間を期限として長崎での販売が許可された。ただし大黄、山帰来など5品目については品替えを指示されたため、薩摩藩側としては品替えの撤回に向けて運動を続けることになった。なお弘化4年（1847年）には5種の品替え指示は撤回された。
再開後、長崎商法は薩摩藩の琉球産物方を中心として運営された。そして薩摩藩側から琉球の渡唐役者らに対して、16品目商品買い入れに関して注文量を過不足なく購入することと品質の優れた品を入手すべきと、再び強い締め付けが行われるようになった。しかし1840年代後半以降、中国情勢が不安定になって商品の流通にも影響を与えるような状況となって、仕入れが思い通りに行かなくなることも多かった。記録に残っている再開後の長崎商法の取引高は、当初おおむね年間1200貫目の制限内に収まっていた。
なお再開後の長崎商法では、天保12年（1841年）の特例許可による販売と同様に、長崎会所側が取引全般を把握主導する形で行われた、つまり琉球貿易で入手した唐物を薩摩藩が長崎に持ち込み、長崎会所を通じて販売するという形式となった。薩摩藩側は長崎商法で年間約7000両程度の利益を挙げていたと推定されるものの、その中から「長崎奉行、地役人たちへの挨拶」として相当額を支払っており、思い通りに純利益を挙げられない状況となっていた。

#### 調所広郷の琉球開国・貿易構想と長崎商法
長崎商法の復活に尽力した調所広郷は、弘化3年（1846年）に琉球を訪れたフランスインドシナ艦隊のセーシュ総督による琉球開国・通商要求時に、一方では幕府と協議して琉球における貿易開始についての黙認を取り付けながら、幕府には内密にフランスとの交易以外に、再開されたばかりの長崎商法で品替えを要求されていた5品目について、フランスとの貿易開始にかこつけて輸入が可能となるともくろんだ。琉球側は調所の構想に対して、薩摩藩側の支援の下でフランスとの貿易を開始し、品替えを要求されている5品目の貿易が可能となれば利益を得ることはできるだろうが、貿易を拡大すれば産業基盤が脆弱な琉球にとって貿易増大に関わる諸経費が重くのしかかり、農民たちの生活がさらに困窮し立ち行かなくなり、また清とも貿易を行っているフランスを通じて日本と琉球との関係が明るみに出ると、進貢に悪影響を与えると強く反対した。
結局、フランス側からの琉球開国・通商要求は、嘉永元年（1848年）7月に琉球に滞在していたフランス人宣教師のル・チュルジュが退去したことにより琉球とフランスとの接触は一旦途切れることになった。そして嘉永元年（1848年）12月には、薩摩藩内で藩主斉興派と世子斉彬派との権力闘争が激しさを増す中で、斉興の腹心であった調所広郷は不審死した。その後も続いた激しい政争の後、嘉永4年（1851年）2月に斉興は引退し、斉彬が新藩主となった。このようにして調所の琉球開国・通商計画は頓挫したが、琉球開国については斉彬によってさらに大規模なものが構想されることになる。

### 長崎商法の矛盾の激化
弘化3年（1846年）、薩摩藩の琉球産物方を中心として運営された再開後の長崎商法の中で、抜荷問題が頻発するようになった。積荷の多くが長崎商法に関係する荷物で占められた上に、薩摩藩側の買入価格も低く抑えられてしまえば、思うように利益が挙げられない渡唐役者たちは必然的に抜荷に手を染めるようになる。その上、中国国内での物価上昇に伴って輸入品購入費用が高騰していた、その一方で琉球産物方から購入する主力輸出品の昆布の値段が上昇しているのにもかかわらず、中国国内では逆に価格が下落してしまっていた。そして輸入品に関する制約が多いため、利幅が大きな商品を十分に仕入れられないなど、薩摩藩の唐物商法に協力を強いられる琉球の貿易関係者たちの困窮状態は悪化していた。
渡唐役者ら琉球貿易関係者の困窮の訴えを聞きつけた薩摩藩側は、琉球王府に対して事情を確認した。琉球王府は嘉永5年（1852年）5月、摂政、三司官からの返答の中で、昆布の入手価格の高騰などもあって琉球貿易関係者の経済状況は極めて厳しい状況に追い込まれていることを説明した上で、琉球産物方の昆布価格の引き下げ、そして産物方の商品買取り価格の引き上げを要求した。そしてそれら要望が叶えられて初めて抜荷も止まるだろうし、「琉球の救援のため」である薩摩藩の唐物商法の目的にも叶うであろうと主張した。これを受けて薩摩藩側も昆布などの琉球産物方売り渡し価格を一割引き下げ、一方、16品目等の買い入れ価格については一割引き上げることを認めた。

### 島津斉彬の執政と長崎商法

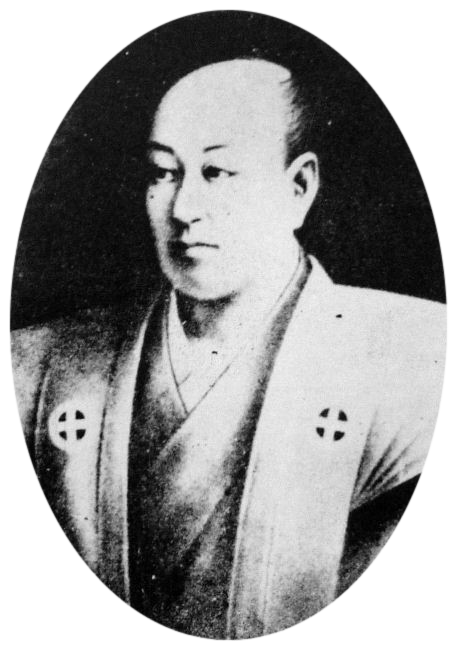
島津斉彬は長崎商法の発展とともに改革を考えた。

長崎商法は嘉永5年（1852年）から5年間の延長を幕府から認められた。しかし中国では太平天国の乱が始まっており、混乱した中国の情勢下で取り引きを行う商人たちの消息が確認できない状況も発生し、商品の仕入れがままならない状況に陥った。
このような時期に薩摩藩政を主導するようになったのが島津斉彬である。嘉永7年（1854年）3月、鹿児島で大火が発生し、城下町の多くが焼失し琉球貿易によってもたらされた多くの漢方薬種も焼失した。大火後、斉彬は琉球から薬種類を多く仕入れるよう指示した上で、そもそも長崎商法は困窮状態の琉球の援助を目的とした制度であるのにもかかわらず、薩摩藩がその利益を独占していたと指摘した上で、琉球産物方の改革を指示した。これは斉彬と政治的に対立していた調所広郷の薩摩藩の利益のみを追求していたやり方からの転換を図ったものであった。
斉彬の指示を受けて琉球側に、漢方薬種を高く買い取るので琉球貿易で多く仕入れてくるよう指示が出された。実は鹿児島の大火による漢方薬種焼失という事情の他に、長崎に来航する中国船が急減しており、長崎商法で漢方薬種が高値取引出来ると見込んだのである。安政2年（1855年）、斉彬は老中阿部正弘と交渉して安政3年（1856年）で終了する長崎商法の5年延長の許可を得た。そして16品以外の丁子等14品目の漢方薬種について、安政3年（1856年）夏に帰国した渡唐役者からの売りさばきについて便宜を要請する願書が提出されると、幕府と交渉の上で天保12年（1841年）の特例許可に準じた形での長崎会所を通した売却が許可された。
しかし斉彬は琉球の思惑を超えて、琉球を開国させて中国や欧米諸国との貿易を進める計画を、琉球側の反発を抑え込む形で押し進めていく。この琉球開国計画は安政5年（1858年）7月の斉彬の急死によって頓挫する。しかし斉彬の長崎商法振興の方針は死後も継続され、取引高は年間制限額である銀1200貫目の2倍近くに達するようになった。しかし斉彬は困窮状態の琉球援助という長崎商法の目的を守るよう指示していたのにもかかわらず、貿易量増大に平行するように琉球側に対する統制はより強化されてしまい、この点では斉彬の意志は反映されることはなかった。

### 長崎商法の終焉
安政6年（1859年）、横浜、函館とともに長崎が開港された。そして慶応元年（1865年）には長崎での俵物販売が自由化されるなど貿易が自由化され、長崎での海外貿易独占は完全に終焉した。そのような中で長崎会所の勘定帳から、文久3年（1863年）まで薩摩藩の長崎会所を通した唐物販売、つまり長崎商法が継続していたことが確認できる。しかし慶応2年（1866年）の勘定帳では確認されず、元治元年（1864年）ないし慶応元年（1865年）に薩摩藩の長崎商法は終了したと考えられる。
なお薩摩藩による琉球貿易に対する強制的な商品買い上げ等の支配、統制は、明治元年（1868年）に琉球産物方が生産方と改名され、廃藩置県後、鹿児島県となった後も明治7年（1874年）の琉球最後の進貢船派遣まで継続し、薩摩藩と薩摩藩を引き継いだ鹿児島県側と琉球側との間で貿易を巡る様々な対立は継続した。